# LUV (アルバム)
『LUV』（ラヴ）は、日本のロックバンド・LUNA SEAの9枚目のオリジナルアルバム。2017年12月20日発売。

## 概要
8thAL『A WILL』以来4年ぶりとなる、REBOOT後2枚目のオリジナルアルバム。
シングルのうち「HOLY KNIGHT」（ライブ会場内限定販売）は未収録となった。
2017年5月29日の日本武道館のMCで、RYUICHIが「愛をテーマにした作品になりそうだ」と語ったが、その段階ではまだメンバーで話し合って決めていたわけではなかった。メンバーは「その時初めて知った」と語っている。
歌詞カードには全曲に歌詞の英語訳も併記されている。

## プロモーション
- 10月5日：アルバムタイトル・発売日・発売形態を発表。
- 11月22日：ジャケット写真が公開、特設サイトを開設。
- 11月30日：本作のリード曲「Hold You Down」のミュージックビデオが公開。
- 12月2日：収録曲・曲順を発表。
- 12月6日：「Hold You Down」が0:00よりiTunes、レコチョク他で先行配信スタート。
- 12月8日：24時間限定で、「Hold You Down」のミュージックビデオがフルサイズで無料公開された。
- 12月10日：フジテレビ系列『Love Music』に出演。「Hold You Down」を披露。
- 12月13日：フジテレビ系列『2017 FNS歌謡祭 第2夜』に出演。「I for You」、「ROSIER」を披露。
- 12月22日：テレビ朝日系列『ミュージックステーションスーパーライブ2017』に出演。「ROSIER」を披露。
- 12月23日：TBS系列『COUNT DOWN TV』に出演。「Hold You Down」を披露。

## 収録曲
- 全作詞・作曲・編曲：LUNA SEA

1. Hold You Down
INORAN原曲。本作のリード曲であり、ミュージックビデオも製作された。ディレクションは丹修一。また、本作発売前に先行配信された。
2. Brand New Days
J原曲。
3. 誓い文
SUGIZO原曲。「ちかいぶみ」と読む。真矢と交流の深い大黒摩季がコーラスとして参加している（5、12曲目にも同様）。「Hold You Down」と「誓い文」が本作のリード曲候補だったが前者に決まった。
4. piece of a broken heart
RYUICHI原曲。SUGIZOアレンジ。SUGIZO曰く、「RYUICHI詞曲でSUGIZOアレンジというのは、とても相性が良い」。
5. The LUV
SUGIZO原曲。本作の表題曲。デモは前作「A WILL」の製作期間に生まれた。
6. Miss Moonlight
J原曲。
7. 闇火
SUGIZO原曲。「やみび」と読む。仮タイトルは「夜桜」で、桜が綺麗な夜に生まれたことから。RYUICHIは「(基本的に他の曲は)何度もテイクを重ねるよりはライヴ感を大事に歌ったが、この曲は低いキーから高いキーまでの声を使っているため、マイクやヘッドアンプを使い分けてテイクを重ねた」と語っている。
8. Ride the Beat, Ride the Dream
INORANと真矢による共作。初となるインストゥルメンタル曲である。
9. Thousand Years
INORAN原曲。元々はソロアルバム『INTENSE / MELLOW』の収録候補曲だった。
10. Limit
J原曲。19作目のシングル曲である。
11. So Sad
RYUICHI原曲。SUGIZOアレンジ。RYUICHI曰くデモは現代版「LASTLY」を意識して作った。
12. BLACK AND BLUE
SUGIZO原曲。仮タイトルは「ペルシャ猫」で、映画『ペルシャ猫を誰も知らない』にちなんで付けられた。2018年5月29日に日本武道館で行われた『The LUV -World left behind-』最終公演の映像を用いたミュージックビデオが同年6月26日に公開された[1]。

## 発売形態

### 初回限定盤
- アルバム『LUV』
- DVD

1. 「Limit」 Music Video
2. 「Hold You Down」 Music Video
3. 「Hold You Down」 Music Video -Making-

### 通常盤
- アルバム『LUV』のみ

### オフィシャルファンクラブSLAVE 会員限定スペシャルパッケージ
※期間限定完全受注生産のため、現在は販売を終了している。
- アルバム『LUV』
- LIVE CD（2017年5月29日「The Anniversary 2017」日本武道館公演より）

1. Metamorphosis ～Beginning part
2. PRECIOUS...
3. Dejavu
4. JESUS
5. Image
6. The End of the Dream
7. HURT
8. NO PAIN
9. I'll Stay With You
10. BLUE TRANSPARENCY 限りなく透明に近いブルー
11. I for You
12. STORM
13. TIME IS DEAD
14. ROSIER
15. Metamorphosis ～Ending part

- LIVE Blu-ray or LIVE DVD（2016年9月24日「SLAVE限定GIG 2016」Zepp Nagoya公演より）

1. SLAVE
2. BLUE TRANSPARENCY 限りなく透明に近いブルー
3. Limit
4. JESUS
5. Rouge
6. AURORA
7. SANDY TIME
8. I'll Stay With You
9. Metamorphosis
10. TONIGHT
11. The End of the Dream
12. TIME IS DEAD
13. BELIEVE
14. Dejavu
15. ROSIER
16. WISH

- PHOTO BOOK
- GOODS

### さいたまスーパーアリーナ会場限定盤
※2017年12月23、24日に開催する「The Holy Night 2017」さいたまスーパーアリーナ公演にて会場内限定販売。
- アルバム『LUV』
- LIVE CD（2016年12月23、24日「The Holy Night -Beyond the Limit-」さいたまスーパーアリーナ公演より）

1. WITH LOVE
2. TONIGHT
3. Limit
4. END OF SORROW
5. TRUE BLUE
6. LUV U
7. IN SILENCE
8. MOON
9. Be Awake
10. SHINE
11. BELIEVE
12. HOLY KNIGHT

## 関連サイト
- LUNA SEA 「LUV」SPECIAL SITE